# Kamil de Pourbaix
Kamil de Pourbaix (ur. 27 października 1873 w Binche w Belgii, zm. 14 listopada 1944 w Szczawnicy) – polski działacz społeczny na Wołyniu, ziemianin. Działacz Związku Ziemian Kresowych do ok. 1914 roku, okręgowy sędzia przysięgły w Żytomierzu, starosta łucki (1919) prezes Związku Ziemian powiatu sarneńskiego od (1922).

## Dzieciństwo i pochodzenie
Ojciec Kamila August de Pourbaix był dyrektorem banku w Binche (Belgia), a od ok. 1880 roku administrował swoim majątkiem na Wołyniu. Stryj Alfred Pourbaix był również bankierem oraz burmistrzem La Louvière. Dziadek Kamil de Ravaux był współwłaścicielem kopalni. August de Ravaux (stryj) zginął podczas wojny francusko-niemieckiej w 1870 roku. Pradziad Kamila, René de Pourbaix brał udział w kampanii napoleońskiej w 1812 roku. Rodzina de Pourbaix należała do mieszczaństwa belgijskiego, wzmiankowanego źródłowo w 1564 r., które na przestrzeni wieków doszło do znacznej fortuny. W 1889 roku wraz z rodzeństwem, matką Irmą oraz dziadkami, przeniósł się na stałe na Wołyń, na którym, jak sam pisał, od razu zakochał się. Od ok. 1893 roku administrował majątkiem Horodec. Zmagał się tam z problemem rusyfikacji. Horodec był dla niego szczególnym – miejscem, jak pisał w pamiętniku, „wiele razy niszczonym przez przechodzący front, odbudowany sześciokrotnie”. Urok tego miejsca dostrzegał również Józef Ignacy Kraszewski, który tam również często przebywał z racji pokrewieństwa z poprzednimi właścicielami, Urbanowskimi.

## Działalność społeczna
Mimo swojego belgijskiego pochodzenia uważał się za Polaka i tak wychował swoje dzieci. Od 1900 roku przez 17 lat radny w samorządzie ziemiańskim (oddelegowany z kurii polskiej), był m.in. prezesem komisji budżetowej, a przez 2 lata zastępował Iwana Kordera, który był prezesem. Pełnił funkcje również przez 3 lata radnego gubernialnego (delegat powiatu łuckiego) w guberni wołyńskiej, sprawował funkcję prezesa komisji przymusowego ubezpieczenia od ognia (oddelegowany z kurii polskiej). Pełnił przez prawie 10 lat funkcje okręgowego sędziego przysięgłego. Członek zarządu Towarzystwa Rolnego i Syndykatu w Łucku, którego prezesem był m.in. Szczęsny-Poniatowski. Działając jako radny wprowadził m.in. zmiany w kryciu dachów ze strzechy na dachówki, co zmniejszyło liczbę pożarów. Dopiero w 1908 udało się mu uzyskać obywatelstwo rosyjskie, a w 1918 wraz z odzyskaniem niepodległości obywatelstwo polskie.
W 1916 roku został przez władze carskie zesłany na Sybir do Permy, za pomoc legionistom. Od 1922 radny powiatu sareńskiego oraz założyciel Związku Ziemian w Sarnach.
Za swoją działalność społeczną w dziedzinie kultury i gospodarstwa odznaczony Orderem Odrodzenia Polski. Wraz z Juliuszem Poniatowskim-Szczęsnym był inicjatorem powstania powiatu sareńskiego. Za działanie na rzecz Kościoła został przyznany mu tytuł szambelana papieskiego przez papieża Piusa XI (1933). Delegat Rady Spirytusowej w Warszawie, później we Lwowie, wojewódzki członek wydziału komisji podatkowych. Jego gospodarstwo w okresie międzywojennym na Wołyniu uważane było za wzorcowo prowadzone.

## Życie prywatne
Mąż od 1910 roku hrabianki Marii Anieli Miączyńskiej h. Suchekomnaty (była potomkiem Atanazego Miączyńskiego), ślubu udzielał bp. Józef Bilczewski we Lwowie. Wychowywał swe dzieci pod hasłem: Bóg, Honor, Ojczyzna. Prawie wszystkie dzieci brały czynny udział w walce z okupantem. Najstarszy syn porucznik Kamil Kazimierz Józef de Pourbaix (1913–1939), zginął 1 września 1939 roku w bitwie pod Mokrą, dowodząc plutonem 2 Dywizjonu Artylerii Konnej. W 1943 roku został rozstrzelany podchorąży Zdzisław de Pourbaix. Podczas powstania warszawskiego, por. Kazimierz de Pourbaix ps. „Zahoryński” został ranny podczas zdobywania komendy policji. Podchorąży Franciszek de Pourbaix dowodził jednym z plutonów „Rygla”. Zofia de Pourbaix ps. „Zenobia” (Drzymuchowska) prowadziła wraz z matką Marią punkt przerzutowy Armii Krajowej w Szczawnicy w ramach zgrupowania Zagroda. W sumie aż pięcioro jego dzieci zostało odznaczonych orderem Virtuti Militari oraz Krzyżem Walecznych i innymi odznaczeniami. Mieszkanie w Warszawie stało się punktem konspiracji, gdzie rodzeństwo prowadziło szkolenia, odprawy.
Swe ostatnie lata Kamil spędził w willach „Poleska” i „Sobieski” (tam również mieścił się punkt przerzutowy AK). Pochowany na cmentarzu parafialnym w Szczawnicy wraz z żoną Marią (zm. 1959) i synem Kazimierzem (zm. 2005)

### Dzieci
- Anna Maria Zakrzewska – żona Jana Zakrzewskiego (zamordowany w Charkowie)
- Kamil Kazimierz Józef de Pourbaix – oficer WP, zginął w Bitwie pod Mokrą
- Zdzisław de Pourbaix – uczestnik kampanii wrześniowej, działał w AK Warszawa, rozstrzelany przez Niemców w 1943 roku, VM V kl. Nr 14337 oraz KW
- Kazimierz de Pourbaix – oficer WP porucznik, powstaniec warszawski, VM V kl. oraz KW, dwukrotnie, ps. „Zahoryński”
- Franciszek de Pourbaix – ppor., ps. „Hulczycki”, „Piwnicki” uczestnik kampanii wrześniowej, powstaniec warszawski, dowódca plutonu, oddział Bartkiewicz – plut.1147
- Antoni de Pourbaix – ppor. ps. „Zawilski”, uczestnik Powstania Warszawskiego. bat. Golski, II kompania, plut. III,
- Zofia de Pourbaix – ps. „Zula”, łączniczka AK, prowadziła punkt przerzutowy w Szczawnicy, VM V kl. oraz KW
- Ryszard de Pourbaix – kpr. pchor. ps. „Pruszkowski”, „Piątaty”, uczestnik Powstania Warszawskiego, Golski – 3 kom., plut.156
- Stanisław de Pourbaix
- Marian de Pourbaix – uczestnik szkoły podchorążych (1944)

## Ordery i odznaczenia
- Krzyż Kawalerski Orderu Odrodzenia Polski (9 listopada 1931)[2]
- Odznaka Pamiątkowa Więźniów Ideowych (1926)
- Odznaczenie 2 DAK – ojciec chrzestny sztandaru wspólnie z hr. Aleksandrą Ledóchowską
- Odznaka KOP w Sarnach